# Češi na Novém Zélandu
Češi na Novém Zélandu je označení pro obyvatele Nového Zélandu, kteří jsou české národnosti nebo českého původu. Podle novozélandského statistického úřadu (Statistics New Zealand) v roce 2018 žilo na Novém Zélandu 1740 Čechů, přičemž zhruba třetina z nich žila v regionu Auckland.
Migrace Čechů na Nový Zéland počala již během jeho osidlování Evropany v druhé polovině 19. století. Větší počet Čechů poté přišel na Nový Zéland po roce 1968.
Komunitu Čechů na Novém Zélandu sdružuje organizace CANZA (Czech Australian New Zealand Association, česky: Česko australsko novozélandská asociace) sídlící v Praze.

## Významní Češi na Novém Zélandu

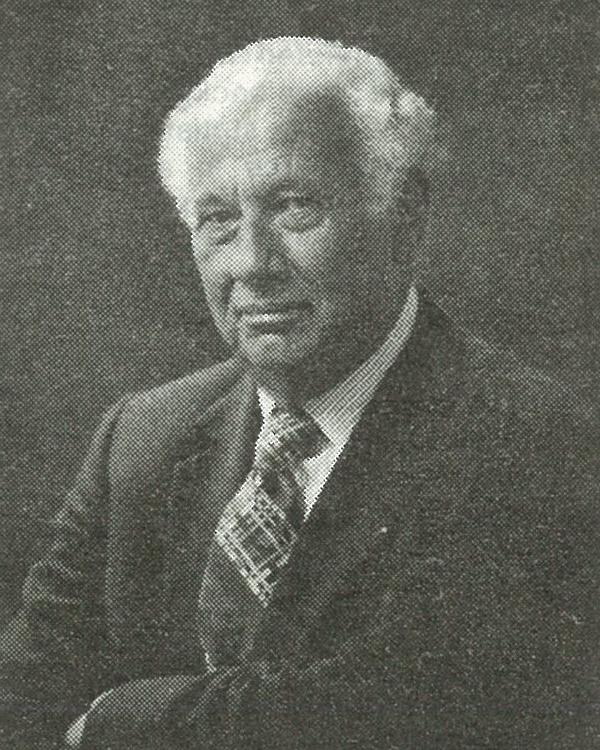
Frederick Turnovsky, jeden z nejvýznamnějších Čechů žijících na Novém Zélandu

- Frederick Turnovsky (1916–1994), podnikatel a mecenáš umění
- Jindra Tichá (1937), spisovatelka
- Hana Guy (1969), tenistka
- Lizzie Marvelly (1989), zpěvačka[4]
- Helene Ritchie (1945), komunální politička ve Wellingtonu[5]
- Janinka Greenwood (1947), spisovatelka
- Josef Topič (1848–1932), cestoval a zahradník
- Joseph Pawelka (1887–?), zločinec[6]
- Jos Divis (1885–1967), fotograf[7]